# Hamdí Marzúkí
Hamdí Marzúkí (arabul: حمدي مرزوقي; Mégrine, 1977. január 23. –) tunéziai válogatott labdarúgó.

## Pályafutása

### Klubcsapatban
1999 és 2002 között a Club Africain csapatában játszott. 2002 és 2004 között a Stade Tunisien játékosa volt. 2004 és 2006 között ismét a Club Africainban szerepelt. 2006 és 2007 között a kuvaiti Al-Arabi, 2007 és 2008 között Hammam-Lif labdarúgója volt 2008-tól 2010-ig a Bizertint erősítette. 2010 és 2011 között a Gabès játékosa volt. 

### A válogatottban
2000 és 2004 között 24 alkalommal szerepelt a tunéziai válogatottban és 1 gólt szerzett. Részt vett a 2002-es afrikai nemzetek kupáján, valamint a 2002-es világbajnokságon.

## Külső hivatkozások
- Hamdí Marzúkí adatlapja a National-Football-Teams.com oldalon (angolul)

- Hamdí Marzúkí (angol nyelven). FootballDatabase.eu
- Hamdí Marzúkí (német nyelven). kicker.de
- Hamdí Marzúkí adatlapja a worldfootball.net oldalon (angolul)